# Passirac
Passirac es una comuna francesa situada en el departamento de Charente, en la región de Nueva Aquitania.

## Demografía
| 379 | 341 | 287 | 242 | 217 | 227 | 240 |
| Para los censos de 1962 a 1999 la población legal corresponde a la población sin duplicidades (Fuente: INSEE [Consultar]) |     |     |     |     |     |     |